# メディオ・クデージョ
メディオ・クデージョ（Medio Cudeyo）は、スペイン・カンタブリア州のムニシピオ（基礎自治体）。トラスミエーラ郡に属する。

## 地理
メディオ・クデージョは州都サンタンデールから15kmの距離に位置する。
隣接自治体は、北がマリーナ・デ・クデージョ、東がエントランバサグアス、南がリエルガネスとリオトゥエルト、西がビジャエスクーサである。
主要な川はミエーラ川、クボン川、パマネス川がある。

### 集落
メディオ・クデージョには10の集落がある。太字は自治体中心地区。
- アナス
- セセーニャス（かつての中心地区）
- エーラス
- サンティアーゴ・デ・クデージョ
（旧名サンティアーゴ・デ・エーラス）
- エルモーサ
- サン・サルバドール
- サン・ビトーレス
- ソブレマサス
- ソラーレス
- バルデシージャ

### 人口
| メディオ・クデージョの人口推移 1900－2010               |
|                                                         |
| 出典:INE（スペイン国立統計局）1900年 - 1991年、1996年 - |

## 歴史
メディオ・クデージョには、ピコ・カスティージョやカスティルネグロなどにカストロ遺跡が残されている。
1823年、ソラーレス地区のマナンティアル・デ・フエンカリエンテ温泉が広く知られることとなり、グラン・オテル・バルネアリオ・デ・ソラーレス（湯治用宿泊施設）が設立され、健康にいい水を求めて多くの中産階級が訪れ、街は発展していった（カジノの設立、観光施設の建設、鉄道開通など）。
18世紀後半から、ペーニャ・カバルガ山にある鉄鉱山開発によって様々な産業が起こされ、1892年にはサンタンデールと結ぶ鉄道も開通した。
メディオ・クデージョは、カンタブリアで最も発展した地域の中にあり、またソラーレス地域の観光業や鉱工業の発展、そして交通の要衝でもあるという地理的条件によって、経済的に大きく発展した。

## 経済
住民の27.2%が第一次産業に、13.9%が建設業に、51.1%が工業に、18.9%が第三次産業に従事している。

## 政治
自治体首長はカンタブリア国民党（Partido Popular de Cantabria）のマリア・アントーニア・コルタビタルテ・タソン（María Antonia Cortabitarte Tazón）、自治体評議員はカンタブリア国民党:7、カンタブリア地域主義党（PRC）:4、カンタブリア社会党（Partido Socialista de Cantabria-PSOE）:2となっている（2011年5月22日の自治体選挙結果、得票順）。
| 1999年6月13日自治体選挙 |        |        |          |
| 政党                    | 得票数 | 得票率 | 獲得議席 |
| PP                      | 2,046  | 53.38% | 8        |
| PSOE                    | 1,157  | 30.19% | 4        |
| PRC                     | 461    | 12.03% | 1        |
| DN                      | 34     | 0.89%  | 0        |

| 2003年5月25日自治体選挙 |        |        |          |
| 政党                    | 得票数 | 得票率 | 獲得議席 |
| PP                      | 1,558  | 36.26% | 5        |
| PRC                     | 1,406  | 32.72% | 5        |
| PSOE                    | 1,062  | 24.71% | 3        |
| UPCA                    | 101    | 2.35%  | 0        |
| UCN                     | 61     | 1.42%  | 0        |
| その他                  | 39     | 0.91%  | 0        |

| 2007年5月27日自治体選挙 |        |        |          |
| 政党                    | 得票数 | 得票率 | 獲得議席 |
| PP                      | 2,076  | 45.88% | 6        |
| PRC                     | 1,436  | 31.73% | 4        |
| PSOE                    | 920    | 20.33% | 3        |
| C                       | 29     | 0.64%  | 0        |

| 2011年5月22日自治体選挙 |        |        |          |
| 政党                    | 得票数 | 得票率 | 獲得議席 |
| PP                      | 2,144  | 45.96% | 7        |
| PRC                     | 1,510  | 33.37% | 4        |
| PSOE                    | 781    | 16.74% | 2        |
| IU                      | 116    | 2.49%  | 0        |

### 司法行政
メディオ・クデージョはメディオ・クデージョ司法管轄区に属し、同管轄区の中心自治体である。

## 史跡・名所
メディオ・クデージョにはカンタブリア州指定文化財が3か所ある。
- クエート館（Casa solariega de los Cuetos）
- バルブエーナ侯爵邸（Palacio de los Marqueses de Valbuena）
- ピコ・デル・カスティージョ遺跡（Yacimiento arqueológico del Pico del Castillo

## 出身著名人
- アルフレード・ペレス・ルバルカバ（ソラーレス地区、1951年 - ） - 化学博士、政治家。